# ザ・ロスト・ペパーランド・アルバム
『ザ・ロスト・ペパーランド・アルバム』とは、1987年に発売予定であったポール・マッカートニーの未発表アルバムである。プロデューサーはフィル・ラモーン。
時系列的には『プレス・トゥ・プレイ』と『Снова в СССР』の間に位置する。
なお、この「ザ・ロスト・ペパーランド・アルバム」という名称はあくまで通称であり、「Return to Pepperland」とされることもある。

## セッションの成り立ち
このアルバムは、ザ・ビートルズのアルバム『サージェント・ペパーズ・ロンリー・ハーツ・クラブ・バンド』の20周年を受けて制作されたとされ、収録予定曲であった「サージェント・ペパーズ・ロンリー・ハーツ・クラブ・バンド」(リメイクバージョン)や、「リターン・トゥ・ペパーランド」、「P.S.ラヴ・ミー・ドゥ」「アトランティック・オーシャン」などにビートルズへのオマージュが含まれている。
ポールがこのセッションのプロデューサーであるフィル・ラモーンと出会ったきっかけは、1986年8月に録音された「ラヴリエスト・シング」のプロデュースをラモーンが請け負った事であった。その仕事に感銘を受けたポールは、翌年のセッションに、ラモーンをプロデューサーとして招き入れた。セッションはホッグ・ヒル・スタジオで行われた。

## 未発表である理由
多くの楽曲が録音され、アルバムの曲順を決める段階まで進んだのにも関わらず、このアルバム及び収録予定曲はお蔵入りとなった。その理由として、トニー・クラーク著の「Paul McCartney Recording Sessions」には、「楽曲に対するポールとラモーンの意見が食い違い、最終的にラモーンがスタジオを出て行った」と書かれている。また、エンジニアのスティーヴ・レオンは、ポールとラモーンの関係についてこう語った。
「ポールがラモーンとうまくいくとは思わない。音楽的な討論が繰り広げられたり、ちょっと居心地の悪い雰囲気が流れていた。そして、ラモーンは出て行った。ポールが求めていたサウンドは違ったんだ。ラモーン、彼はビリー・ジョエルのプロデュースで大成功をおさめたが、まさにそのサウンドが曲の演奏にあった。電子音楽や、打ち込みなんかじゃなかった。二人は新しい何かを見つけようとしてつまずいてしまったんだ・・・僕らが打ち込みを使おうとすると、ラモーンが難癖を付けてきたりとね。」
「バンドが居た頃は、それは素晴らしかった。楽しいことも沢山あった。それがポールとラモーン、ジョン、そして僕だけになった途端、空気が変わったんだ。」

## 収録予定曲とその末路
このアルバムのために、未発表曲を合わせて15曲が用意された。なお、「ラヴリエスト・シング」と「スクイッド」の2曲は、アルバムのセッション外にて録音された。
以下に、収録予定であった曲を、公式発表順に記述する。

### 1987年　シングル「ワンス・アポン・ア・ロング・アゴー」収録
- ワンス・アポン・ア・ロング・アゴー
- バック・オン・マイ・フィート（エルヴィス・コステロとの共作）

当時お蔵入りにされずに発表されたのはこの2曲のみ。ワンス・アポン・ア・ロング・アゴーはベストアルバム「オール・ザ・ベスト」の英国版にも収録。

### 1989年　アルバム「フラワーズ・イン・ザ・ダート」収録
- ディス・ワン

オリジナルの録音とは大幅に曲構成が変わっている。

### 1989年　シングル「フィギュア・オブ・エイト」収録
- ラヴリエスト・シング

後に「フラワーズ・イン・ザ・ダート　スペシャルパッケージ」のディスク2、「フラワーズ・イン・ザ・ダート」の1993年の再発盤のボーナストラックに収録された。

### 1990年　3月9日の日本公演で披露
- P.S.ラヴ・ミー・ドゥ

後に「フラワーズ・イン・ザ・ダート　スペシャルパッケージ」のディスク2に収録された。また、ライヴバージョンがシングル「バースデイ」に収録された。

### 1991年　アルバム「リヴァプール・オラトリオ」収録
- クリスチャン・バップ

収録曲である「教会堂地下室」に、曲の旋律が転用された形で収録された。また、2015年にポール・マッカートニー・アーカイブ・コレクションの「パイプス・オブ・ピース」に収録。

### 1997年　ラジオ「Oobu Joobu」内で発表
- アトランティック・オーシャン

オリジナルとは別ミックス
- スクイッド[注釈 5]

インストゥルメンタルナンバーである。ポールのセルフプロデュース。
- ラヴ・ミックス

曲の一部は1970年前半には完成していた。

### 1997年　アルバム「フレイミング・パイ」収録
- ビューティフル・ナイト

ドラムスはリンゴ・スターが担当。なお、リンゴが歌っているパートは、1997年のセッションで新たに付け加えられた。

### 1997年　シングル「ビューティフル・ナイト」収録
- ラヴ・カムズ・タンブリング・ダウン

### 現在未発表の曲
- サージェント・ペパーズ・ロンリー・ハーツ・クラブ・バンドのリメイクバージョン
- リターン・トゥ・ペパーランド

以上2曲は未発表ではあるが、非常に完成度が高い。
- ピーコックス

リンダ・マッカートニーがボーカルをとっている。
- ビッグ・デイ

歌詞は「My big day」という一節を繰り返すだけの、実験的なパンク。

## このセッションが収録された海賊盤
- Pizza And Fairy Tales
- Return To Lindiana
- Flowers In The Dirt Sessions